# Lasse Boesen
Lasse Boesen (Vamdrup, 1979. szeptember 18. –) dán válogatott kézilabdázó, posztját tekintve: balátlövő. Jelenleg a dán KIF Kolding játékosa.
Pályafutását a KIF Kolding csapatánál kezdte. Háromszoros dán bajnok (2000, 2001, 2002). 2002-ben Spanyolországba, az SDC San Antonio csapatába igazolt, ahol három szezont töltött és 2005-ben megnyerte a spanyol bajnokságot. A San Antonioval két alkalommal is (2003, 2006) érdekelt volt az EHF-bajnokok ligája döntőjében, de mindkétszer második helyen végeztek. 2006-ban visszatért a Koldingba. 2007 és 2008 között a TBV Lemgo, majd 2008 és 2011 között az Flensburg csapatát erősítette. 2011-től ismét a Koldingban játszik.
A dán válogatottban 2000-ben mutatkozhatott be. A 2008-as Európa-bajnokságon arany, a 2011-es világbajnokságon ezüst, míg a 2007-es vb-n, a 2002-es, a  2004-es és a 2006-os Eb-n pedig bronzérmet szerzett a nemzeti csapat tagjaként.

## Sikerei

### Válogatottban
- Világbajnokság: 
  - 2. hely: 2011
  - 3. hely: 2007
- Európa-bajnokság: 
  - 1. hely: 2008
  - 3. hely: 2002, 2004, 2006

### Klubcsapatban
- EHF-bajnokok ligája
  - 2. hely: 2003, 2006
- Dán bajnokság:
  - 1. hely: 2000, 2001, 2002
- Dán-kupa:
  - 1. hely: 1998, 2000
- Liga ASOBAL:
  - 1. hely: 2005
- Spanyol-szuperkupa:
  - 1. hely: 2005